# Жерань

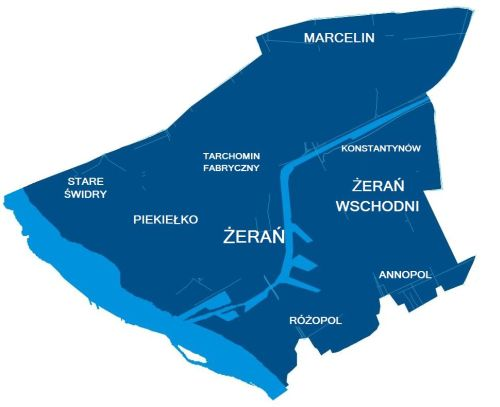
Жерань на карте

Жерань (пол. Żerań) — микрорайон в границах современной Варшавы, в административных границах района Бялоленка. Расположен на правом берегу Вислы, вдоль Жераньского канала, имеющего шлюз и являющегося важной частью внутренней судоходной системы Польши.

## История
Жерань возник как одно из предместий Варшавы, на правом берегу реки Висла. В конце XIX — начале XX века служил варшавским жителям местом летнего отдыха и прогулок. Но он очень быстро приобрёл промышленную специализацию: ещё в российские времена здесь появились уксусный, пивной и другие заводы. Число постоянных жителей по переписи 1897 года достигло 10 000 человек.

## Современная характеристика
Микрорайон граничит с площадью Прага-Север и с поселениями: Тархомин (Tarchomin), Ружополь (Różopol), Константинов (Konstantynów) и Аннополь (Annopol). Часть Жерани расположен к востоку от местной ж/д ветки и называется «Жерань-Восток». Современный Жерань имеет промышленную специализацию, хотя в северо-западной части расположены также и жилые массивы. На территории Жераня располагается Жераньская ТЭЦ, проходит важная железнодорожная ветка, имеется цементный завод и многие другие. Существует ошибочное мнение, что Варшавский завод легковых автомобилей также находится в Жеране, но это неверно. На самом деле, этот завод расположен к югу от Бялоленки, в районе Прага-Север, на окраине Пельцовизна.